# Mercedes-Benz EQE SUV
A Mercedes-Benz EQE SUV egy akkumulátoros elektromos SUV autótípus, melyet 2022. október 16-án mutattak be. A gyártó október 16-án és 17-én a párizsi Musée Rodin kertjében mutatta be a teljes EQ-kínálatot, a Mercedes-Benz elektromos jövőjét bemutató koncepcióautókkal együtt.
A SUV ugyanazt a formanyelvet követi, mint az EQ almárka többi járműve.

## Áttekintés
A Mercedes-Benz EQE SUV az EQC és az EQS SUV között helyezkedik el, és alapvetően az EQE szedán SUV változata.
Négy változatban kapható – az EQE 350+, 350 4Matic és 500, valamint az AMG EQE 43 4Matic performance változat, 350 kW kombinált teljesítménnyel, ami 50 kW-tal nagyobb teljesítményt nyújt a standard EQE SUV 500-hoz képest.  Egy még erősebb változat, az AMG EQE 53 4Matic+ AMG-specifikus motorokkal és hűtőelemekkel érkezik, amelyek 460 kW teljesítményt eredményeznek.

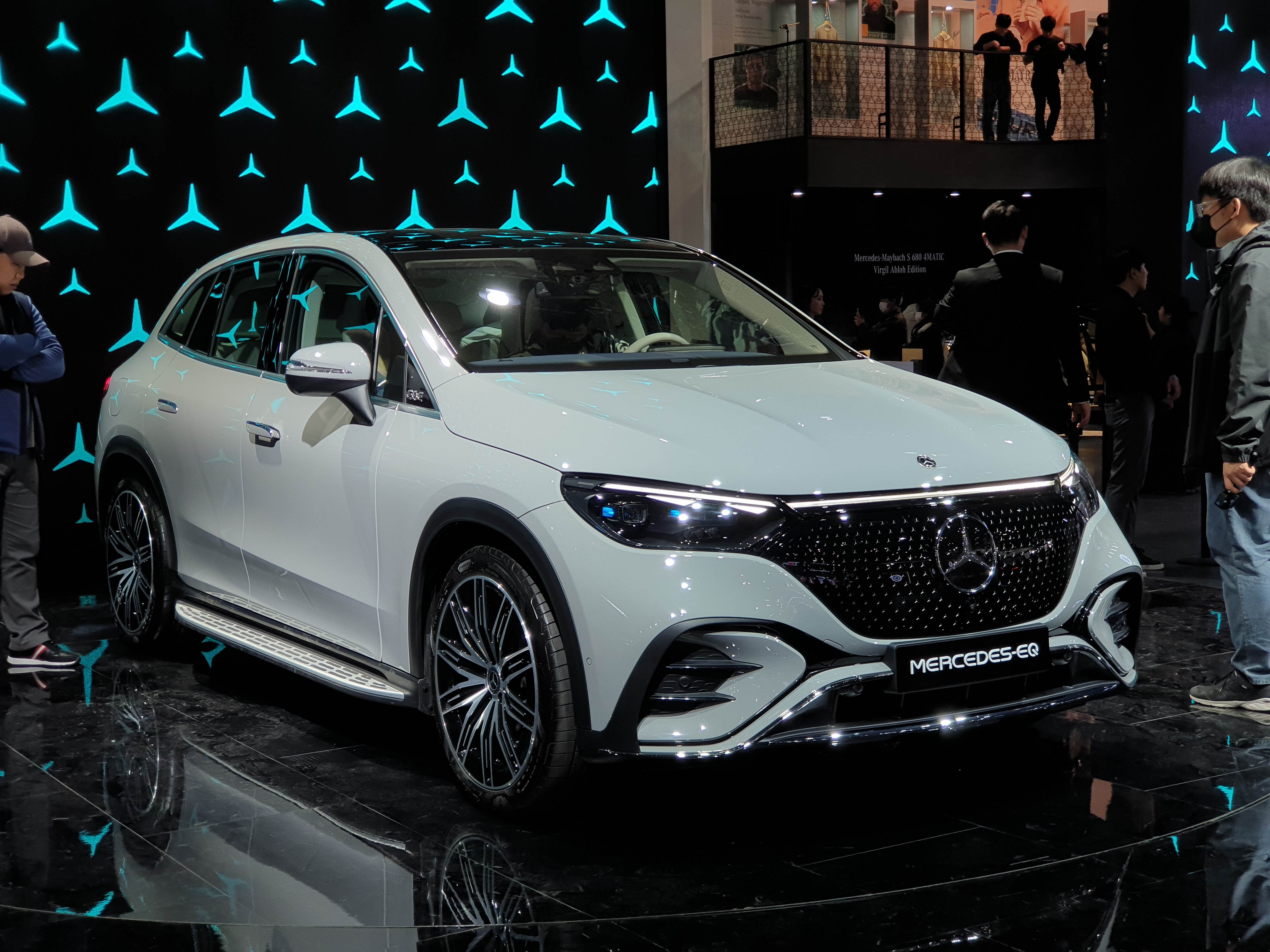
Elölnézetből
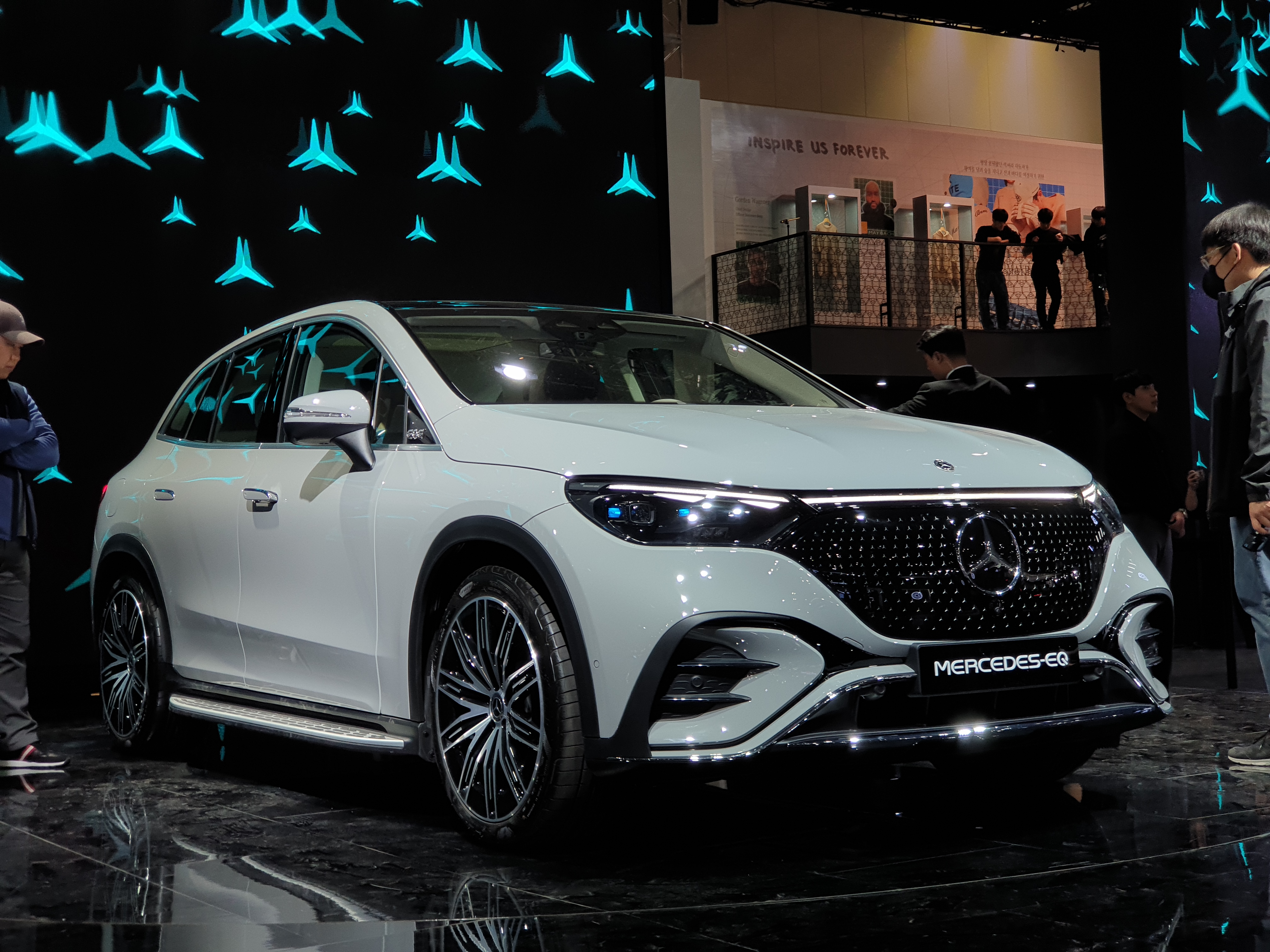
Elölnézetből
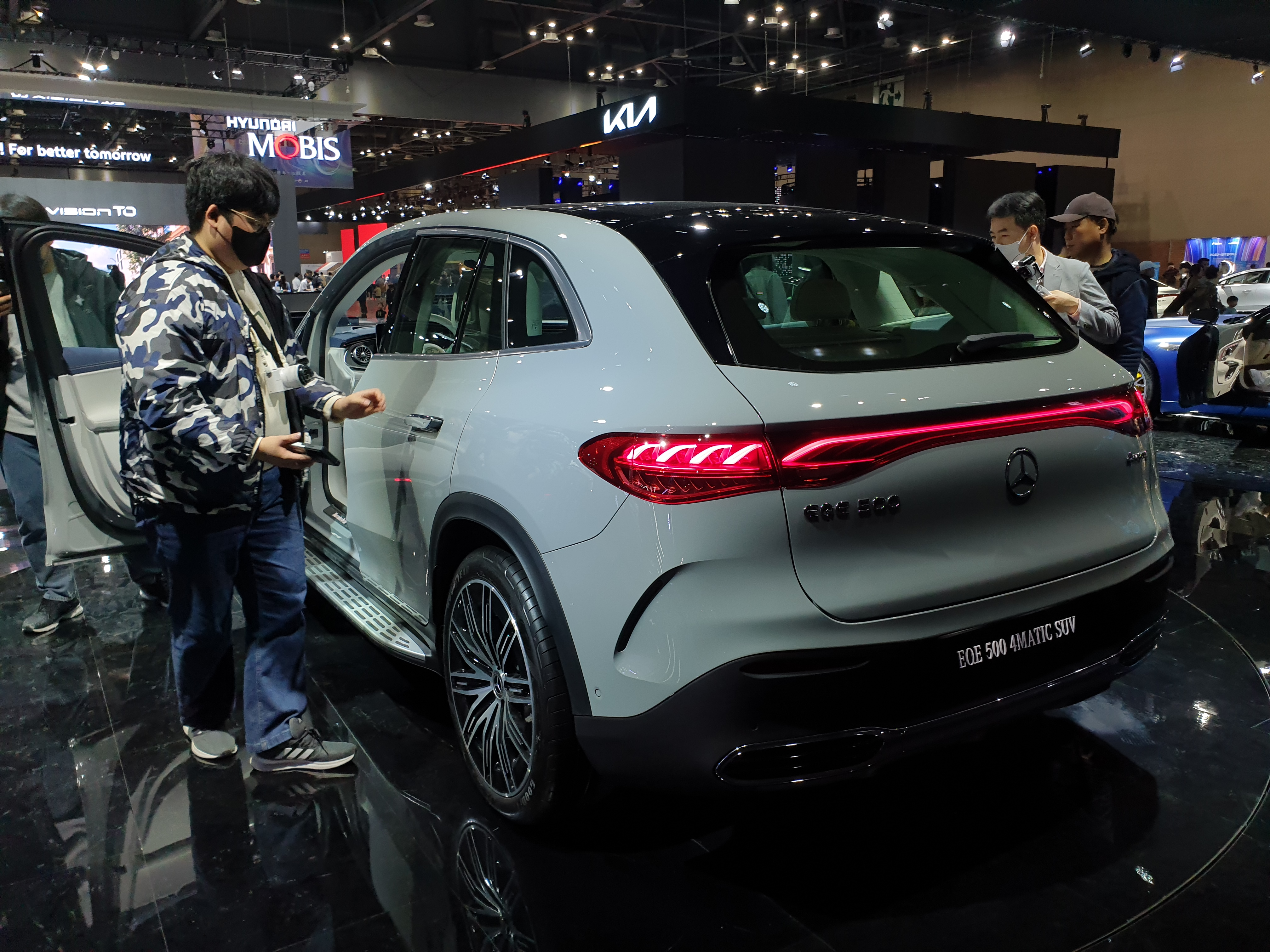
Hátulnézetből
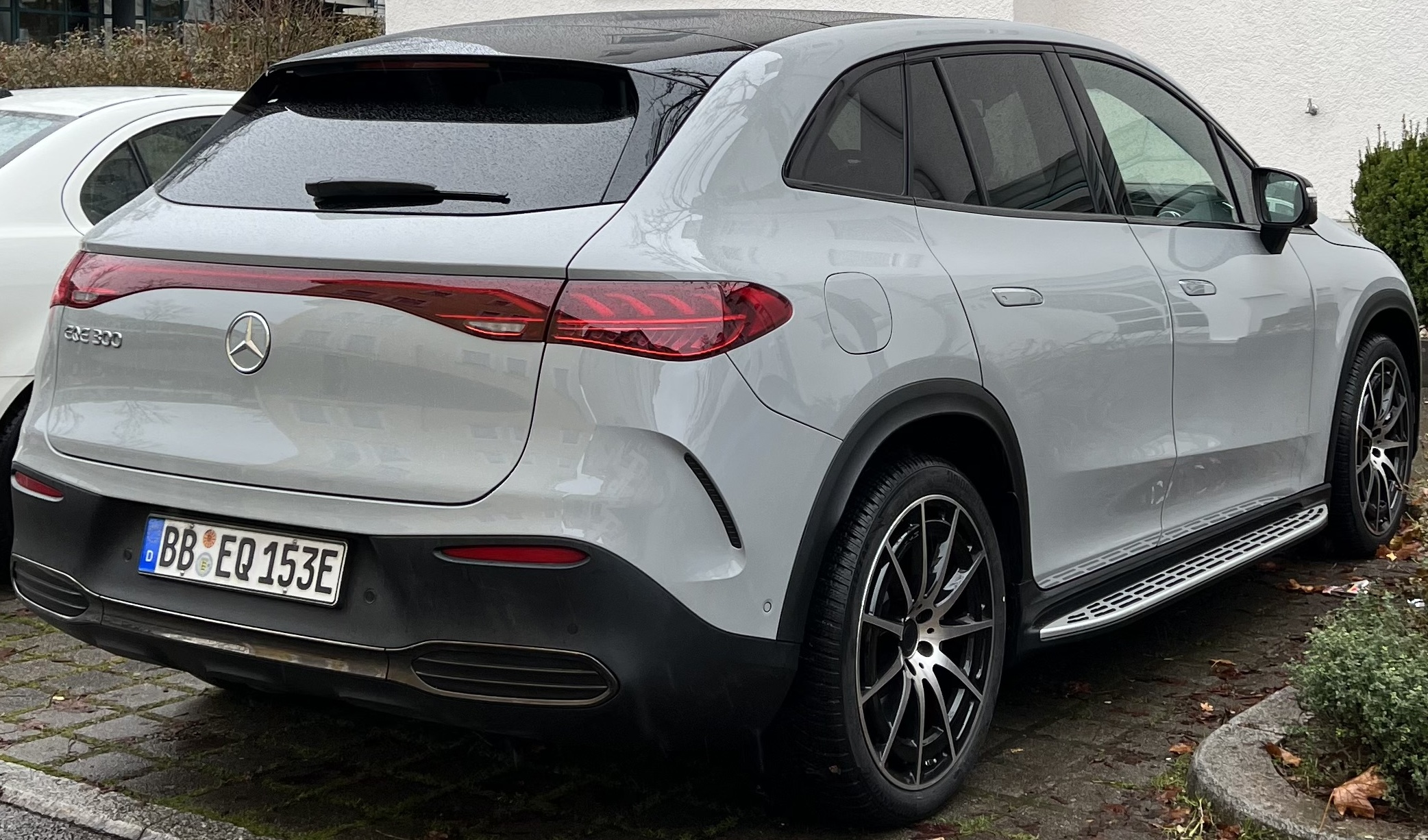
Hátulnézetből
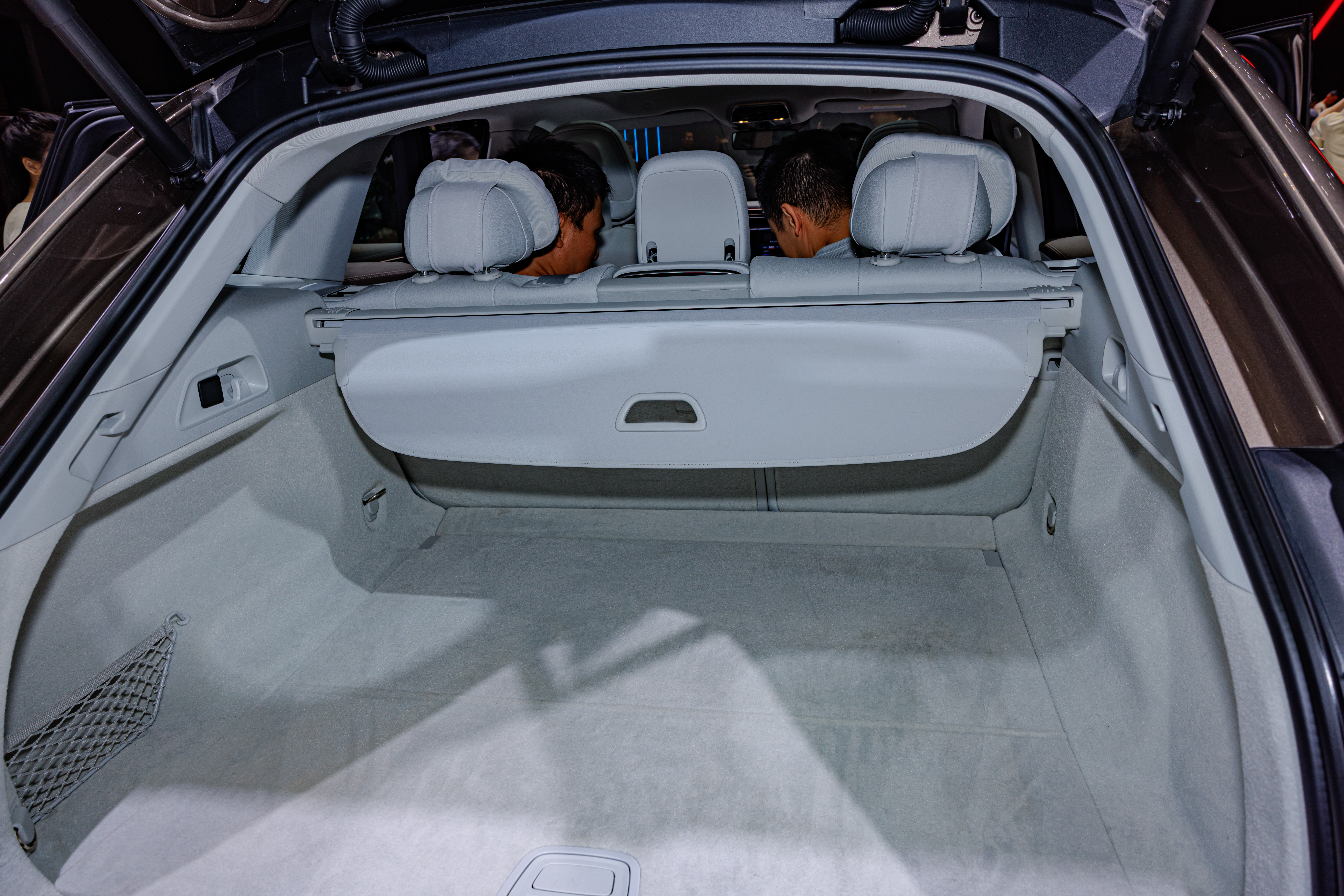
Csomagtartó

## Modellek
| Modell                   | 350+       | 350 4Matic | 500        | AMG 43 4Matic | AMG 53 4Matic+ |
| ------------------------ | ---------- | ---------- | ---------- | ------------- | -------------- |
| Motorok száma            | 1          | 2          | 2          | 2             | 2              |
| Teljesítmény             | 288 kW     | 350 kW     | 385 kW     | 350 kW        | 460–505 kW     |
| Nyomaték                 | 417 Nm     | 564 Nm     | 633 Nm     | 858 Nm        | 1000 Nm        |
| Gyorsulás (0–100 km/óra) | 6,3 mp     | 6,2 mp     | 4,6 mp     | 4,3 mp        | 3,5 mp         |
| Max. sebesség            | 210 km/óra | 210 km/óra | 210 km/óra | 220 km/óra    | 240 km/óra     |
| Hatótávolság             | 590 km     | 558 km     | 547 km     | 488 km        | 470 km         |
| Saját tömeg              | 2355 kg    | 2505 kg    | 2485 kg    | 2690 kg       | 2690 kg        |

## Fordítás
Ez a szócikk részben vagy egészben  a   Mercedes-Benz EQE SUV című angol Wikipédia-szócikk ezen változatának fordításán alapul.  Az eredeti cikk szerkesztőit annak laptörténete sorolja fel. Ez a jelzés csupán a megfogalmazás eredetét és a szerzői jogokat jelzi, nem szolgál a cikkben szereplő információk forrásmegjelöléseként.